# بورازين
 بورازين  مركب كيميائي حلقي له الصيغة B3N3H6 ، ويتألف من العناصر البورون، والنيتروجين، والهيدروجين، ويكون على شكل سائل عديم اللون. حضر المركب لأول مرة عام 1926 من قبل الكيميائي الألماني Alfred Stock ألفرد شتوك.

## الخواص
- نتيجة وجود زوج إلكتروني حر على ذرة النيتروجين فإن المركب يشابه في شكله حلقة البنزين، وع ذلك فإن المركب لا يتمتع بصفة العطرية. بسبب هذا التشايه اقترح الكيميائي الألماني نيلز فيبرغ تسمية البنزين اللاعضوي، ولذلك فإن للبورازين اسم آخر هو البورازول.

- يتفكك مركب البورازين بالتماس مع الماء إلى حمض البوريك والأمونياك والهيدروجين.

## التحضير
يحضر مركب البورازين من تفاعل ثنائي البوران مع الأمونياك بنسبة 2:1 بين درجتي الحرارة 250–300 °س بمردود 50%.
3B2H6 + 6NH3 → 2B3H6N3 + 12H2
هناك طريقة أخرى بمردود أفضل وهي من تفاعل بورهيدريد الليثيوم مع كلوريد الأمونيوم حسب المعادلة:
3LiBH4 + 3NH4Cl → B3H6N3 + 3LiCl + 9H2

## الاستخدامات
يستخدم مركب البيرازين ومشتقاته بشكل رئيسي لتحضير خزف نتريد البورون.